# Aéroport international de Minatitlán
L'aéroport international de Minatitlán (code IATA : MTT • code OACI : MMMT • code DGAC M. : MTT), en espagnol Aeropuerto Internacional de Minatitlán, est un aéroport international situé à Cosoleacaque, dans l'État de Veracruz, au Mexique, près de Minatitlán. Il assure le trafic aérien national et international pour les villes de Minatitlán et Coatzacoalcos et de la région du sud-est de l'État de Veracruz. Il est aussi nommé "Aéroport international de Minatitlán-Coatzacoalcos".
Il s'agit de l'un des neuf aéroports du sud-est du Mexique exploités par Aeropuertos del Sureste (ASUR).

## Situation
| \| 500 km1:6 468 000 \| Acapulco Aguascalientes Huatulco Campeche Cancún Chetumal Chihuahua Ciudad · del Carmen Ciudad Juárez Ciudad · Obregón Ciudad · Victoria Colima Cozumel Culiacán Guanajuato Durango Guadalajara Hermosillo Ixtapa · Zihuatanejo La Paz San José · del Cabo Los Mochis Matamoros Mazatlán Mérida Mexicali Mexico B.J. Mexico F.A. Minatitlán Monterrey Morelia Nuevo · Laredo Oaxaca Playa · de Oro Puebla Puerto · Escondido Puerto · Vallarta Querétaro Reynosa San Luis · Potosí Tampico Tapachula Tepic Tijuana Toluca Torreón Tuxtla Gutiérrez Uruapan Veracruz Villahermosa Zacatecas |
| 500 km1:6 468 000 |

## Statistiques
En 2017, l'aéroport a traité 201 219 passagers et, en 2018, 196 786 passagers.  
Pour des raisons techniques, il est temporairement impossible d'afficher le graphique qui aurait dû être présenté ici.

Voir la requête brute et les sources sur Wikidata.

## Compagnies aériennes et destinations
| Compagnies         | Destinations     |
| ------------------ | ---------------- |
| Aeroméxico Connect | Mexico-B. Juárez |

## Voir également
- Liste des aéroports les plus fréquentés au Mexique